# Sessualità gay
Con la definizione di sessualità gay si indicano le pratiche e le attività sessuali degli uomini che hanno rapporti sessuali con altri uomini (MSM). Pertanto, indipendentemente dal loro orientamento sessuale, identità sessuale o anche dalla stessa dichiarazione di coming out.
Gli autori del Rapporto Kinsey (datato 1948) attestarono che fino al 37% dei soggetti maschi da loro sottoposti a ricerca scientifica, avevano avuto nel corso della loro vita, almeno un'esperienza o relazione riferibile all'omosessualità.
Le prove raccolte nel corso dei decenni successivi paiono ampiamente dimostrare che il "sesso tra uomini" continua a venire sottostimato in una maniera significativa nei diversi sondaggi susseguitisi negli anni, innanzitutto a causa del "pregiudizio di desiderabilità sociale"; questo soprattutto per quanto riguarda l'omosessualità adolescenziale, ma non solo.

## Statistiche e attività sessuali

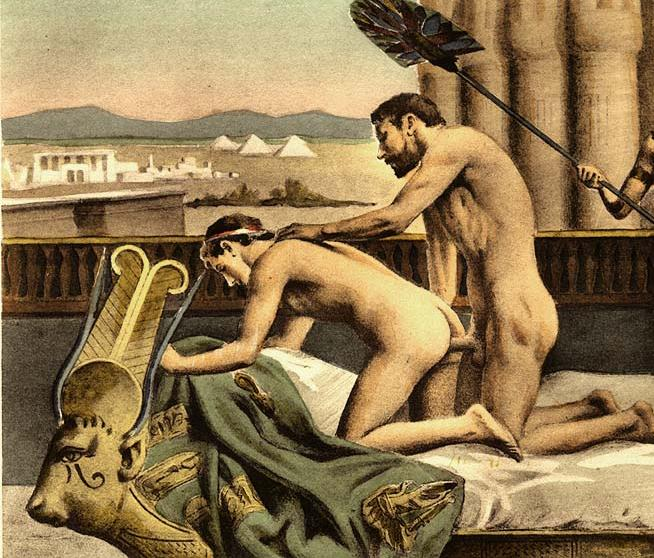
Dipinto di Édouard-Henri Avril su un dettaglio di sesso anale tra Antinoo e Adriano

Storicamente il sesso anale è sempre stato associato all'omosessualità maschile e agli MSM; molti di questi ultimi tuttavia non s'impegnano in esso preferendo invece praticare il sesso orale, il frottage, la masturbazione reciproca o il sesso non penetrativo in generale. MSM può impegnarsi anche in diverse forme di sesso orale, come ad esempio la fellatio, il teabagging e l'anilingus.
Lo studio condotto da Wellings et al. ha riferito che "l'equazione di omosessuale con sesso anale tra uomini è per lo più un luogo comune assai diffuso tra gli eterosessuali e gli operatori sanitari professionisti del settore"; mentre un sondaggio d'opinione svolto online comprendente un totale di 18 000 MSM residenti in tutta Europa è giunto a dimostrare che "il sesso orale era l'attività molto più comunemente praticata, seguito subito dopo dalla reciproca masturbazione, con il rapporto anale piazzato in terza posizione".

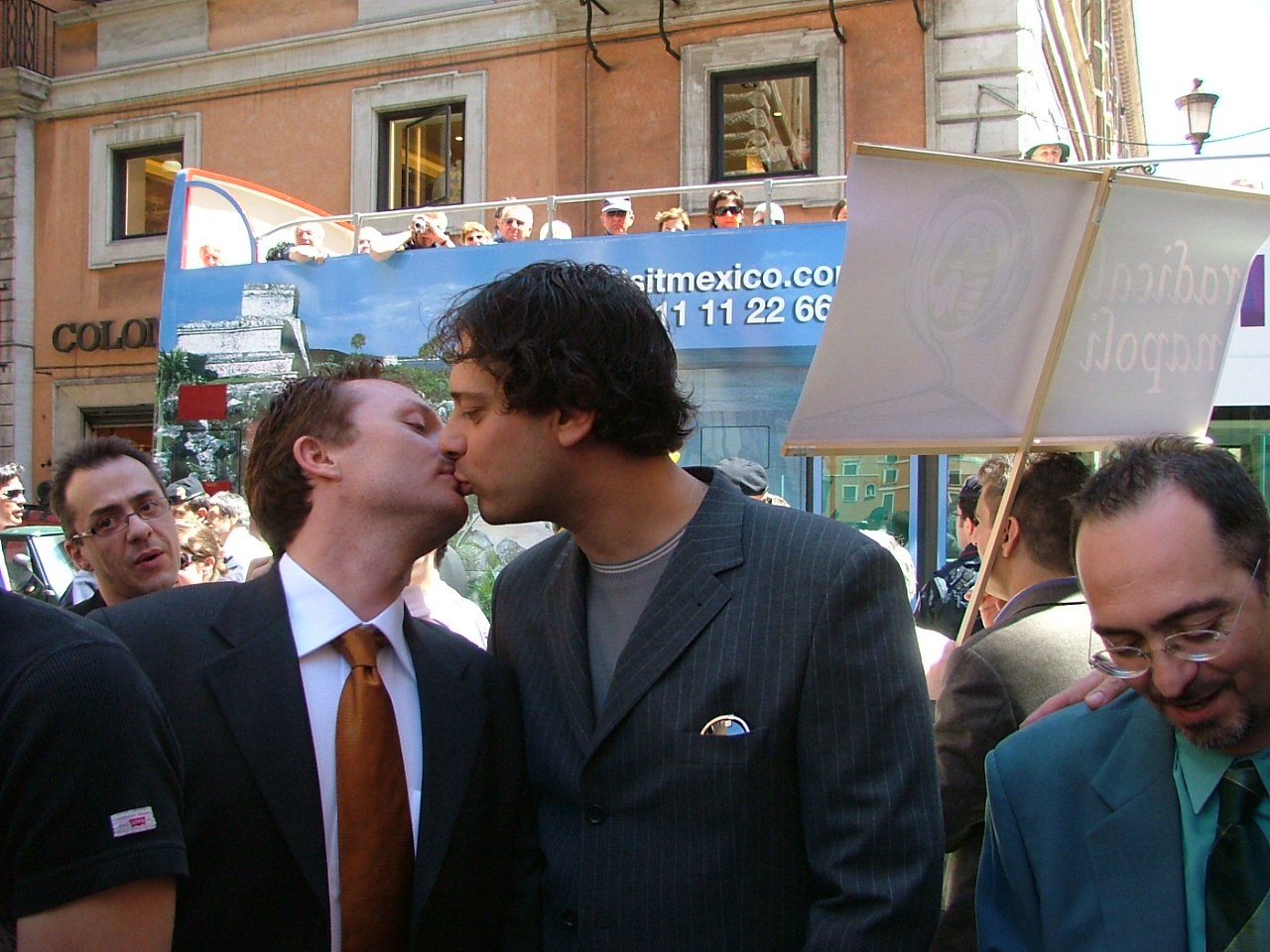
Bacio tra una coppia gay italiana unita simbolicamente in Pacs (unione civile) nel corso della manifestazione "Pacs day" del 14 gennaio 2006. Foto di Franco Grillini

Un'indagine condotta nel 2011 da The Journal of Sexual Medicine (JSM) ha rinvenuto da parte sua dei risultati del tutto simili anche per gli uomini gay e bisessuali statunitensi: il bacio del partner sul labbro e nella bocca (74,5%), il sesso orale (72,7%) e la masturbazione reciproca (68,4%) si dimostravano essere i tre comportamenti omofili largamente più comuni; con il 63,2% del campione preso in considerazione che registrava da cinque a nove differenti comportamenti sessuali durante l'ultimo incontro.

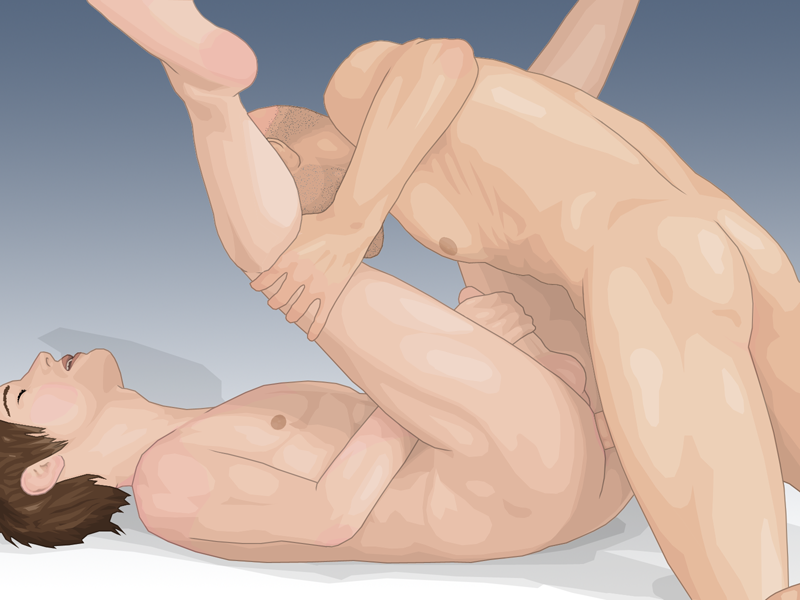
Illustrazione della posizione del missionario tra bottom (a sinistra) e top (a destra) in un rapporto sessuale tra uomini

Tra gli uomini che invece hanno rapporti anali con altri uomini il partner insertivo può venire indicato con il termine "top", quello che viene penetrato come il "bottom" e infine coloro che amano entrambi i ruoli possono essere definiti come "versatili".
Sensazioni di piacere, di dolore o entrambi mescolati assieme possono accompagnare il sesso anale. Mentre le terminazioni nervose situate nell'ano danno la possibilità di fornire sensazioni piacevoli, un orgasmo può essere raggiunto anche attraverso la penetrazione anale ricettiva mediante la stimolazione indiretta della prostata la quale produce una sensazione piacevole.
In uno studio condotto dal "National Survey of Sexual Health and Behaviour" (NSSHB) è stato indicato che gli uomini i quali dichiarano autonomamente di assumere una posizione ricettiva durante il sesso anale nel loro ultimo incontro erotico avevano al minimo la stessa probabilità di aver raggiunto l'orgasmo rispetto a coloro che avevano adottato un ruolo insertivo/attivo.
Un'altra ricerca svolta questa volta su individui "single" negli USA ha indicato che i tassi di raggiungimento dell'orgasmo sono del tutto simili tra gli uomini, a prescindere dall'orientamento sessuale a cui essi appartengono.
Per quanto concerne il dolore o comunque il disagio provato nello svolgimento della pratica di sesso anale un certo numero di ricerche indicano che tra il 24% e il 61% degli uomini gay o bisessuali il sesso anale ricettivo doloroso - noto come "anodispareunia" - rappresenta una frequente difficoltà sessuale che si può anche protrarre a vita.
In un vasto campione (n = ~ 25 000) di uomini gay e bisessuali statunitensi (datato 2011) circa l'86% di coloro che hanno assunto il ruolo di "bottom" nell'ultimo incontro intimo ha descritto la penetrazione sessuale in quell'evento come "solo un po'" o "per niente" dolorosa; circa il 5% l'ha definita invece come "abbastanza" o "estremamente" dolorosa.
I rapporti relativi alla prevalenza del sesso anale tra MSM sono variati nel corso del tempo, con alcune percentuali di crescita in più rispetto agli anni immediatamente precedenti (dal 1994 al 2013). Un'ampia percentuale di uomini gay o bisessuali si autodefinisce partecipante in una maniera continuata e abituale al sesso anale.
Gli studi condotti esclusivamente sugli uomini gay hanno indicato che le percentuali sono quasi del tutto similari quando si confrontano gli uomini che preferiscono penetrare il loro partner a coloro che scelgono come preferibile essere invece il partner ricettivo. Alcuni MSM tuttavia credono che assumere il ruolo di partner ricettivo durante il sesso anale possa venir a mettere in discussione la propria mascolinità.

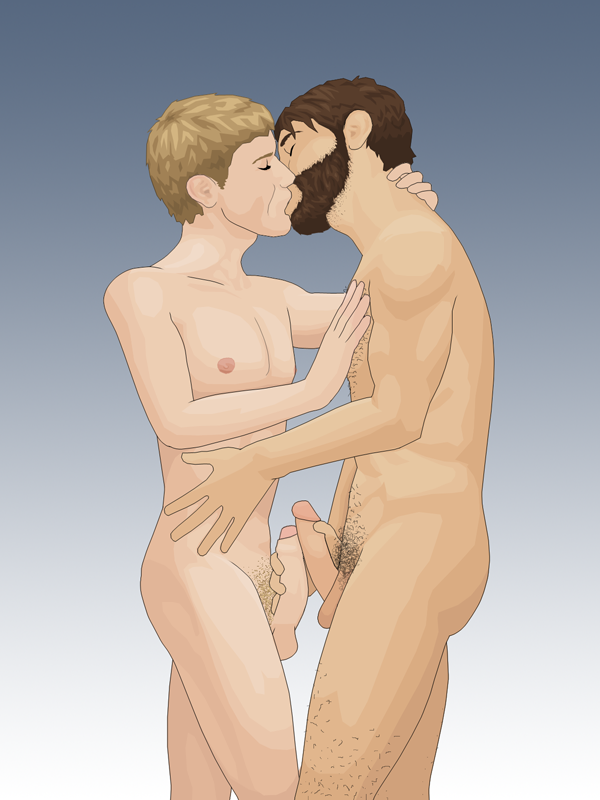
Illustrazione di frottage

Per quanto concerne il sesso non penetrativo anche in questo caso si rileva un'ampia varietà. Il frottage è una forma di attività sessuale tra maschi la quale solitamente comporta un contatto diretto tra pene e pene; essa può risultare molto soddisfacente in quanto stimola reciprocamente e simultaneamente l'apparato genitale maschile di entrambi i partner poiché tende a produrre un piacevole attrito contro il fascio di nervi del frenulo sul lato inferiore della cavità del pene di ciascun uomo, posto appena al di sotto dell'apertura urinaria (il meato uretrale esterno) del glande.
Il sesso intercrurale (da dietro, tra le cosce) è un'altra forma di sesso non penetrante che può essere praticata tra MSM; anche il "docking" è una forma alternativa di questa stessa pratica non penetrativa (l'inserimento del pene dell'uno nel prepuzio dell'altro).
Possono d'altronde venire eseguite una varietà di posizioni sessuali. In uno studio condotto su intervistati britannici e statunitensi i soggetti-campione auto identificatisi come gay hanno riferito che le posizioni preferite erano, in ordine di scelta, la posizione da dietro, la posizione del missionario, la posizione del 69, il sesso orale e per ultimo il sesso anale penetrativo.

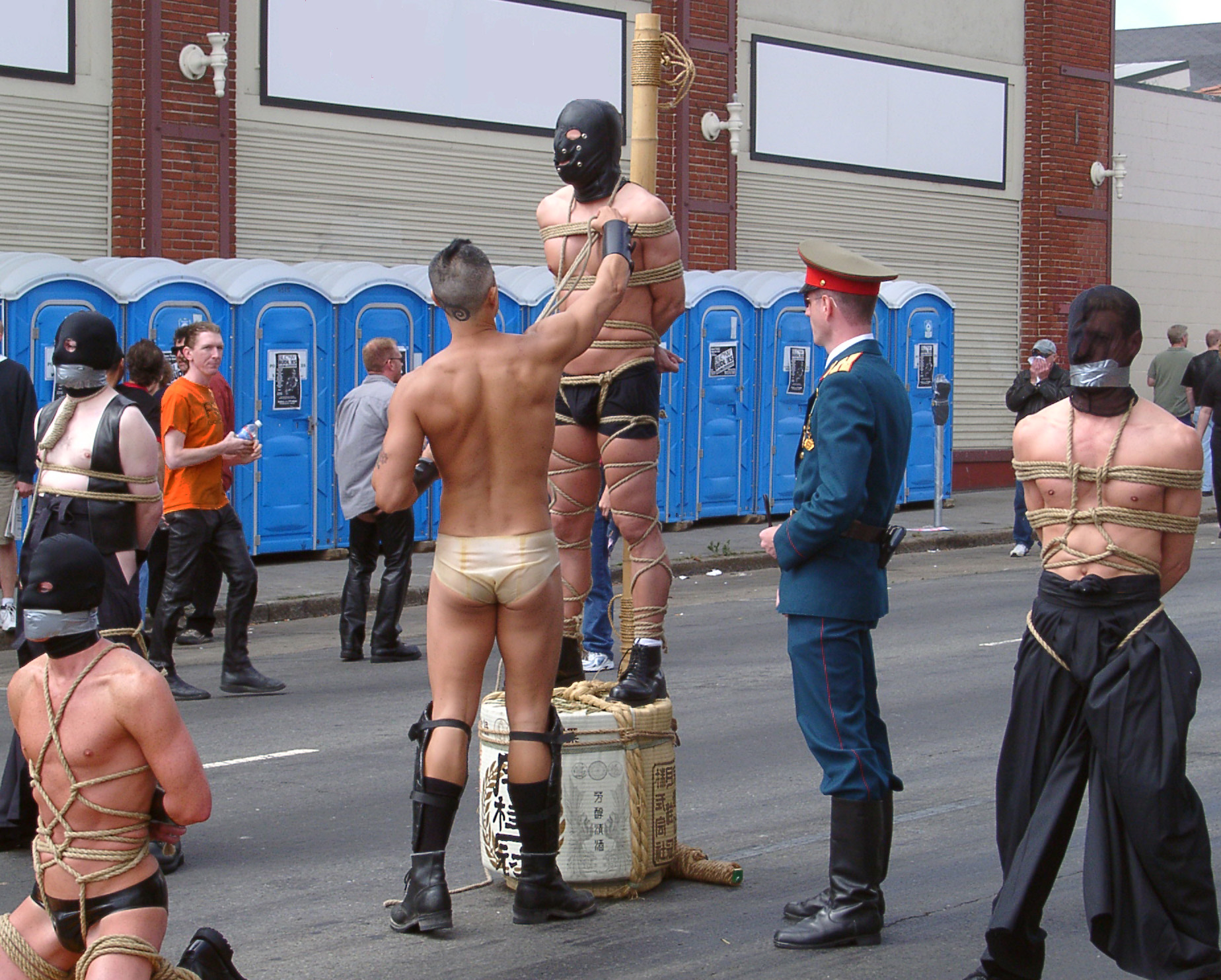
Dimostrazione di bondage al Folsom Street Fair

Gli MSM possono anche impegnarsi nel BDSM o utilizzare un qualche tipo di giocattolo sessuale.
Un'indagine rappresentativa a livello nazionale condotta in Australia nel biennio 2001-02 ha rilevato che, nei dodici mesi precedenti, il 4,4% degli omosessuali e il 14,2% degli uomini bisessuali hanno avuto l'occasione di partecipare a incontri e/o attività sessuali legati al BDSM; mentre il 19,2% dei gay e il 36,4% dei bisex utilizzavano più o meno abitualmente dei giocattoli sessuali.
Un'ulteriore indagine - ma questa volta non rappresentativa - basata su un questionario inerente al comportamento sessuale degli studenti americani in età di tarda adolescenza e pubblicata nel 1997 ha scoperto che il 24% sia dei gay sia dei bisex aveva fatto esperienza di spanking (l'erotismo della sculacciata) in qualità di pratica sessuale relativamente comune.
Tra gli studenti di medicina dell'America del Nord il 6% dei gay e il 17% dei bisex ha riferito di aver ricevuto dolore allo scopo di ottenere un appagamento sessuale; mentre il 5% dei gay e il 9% dei bisex riferivano di infliggere dolore per raggiungere lo stesso obiettivo di piacere sessuale. 

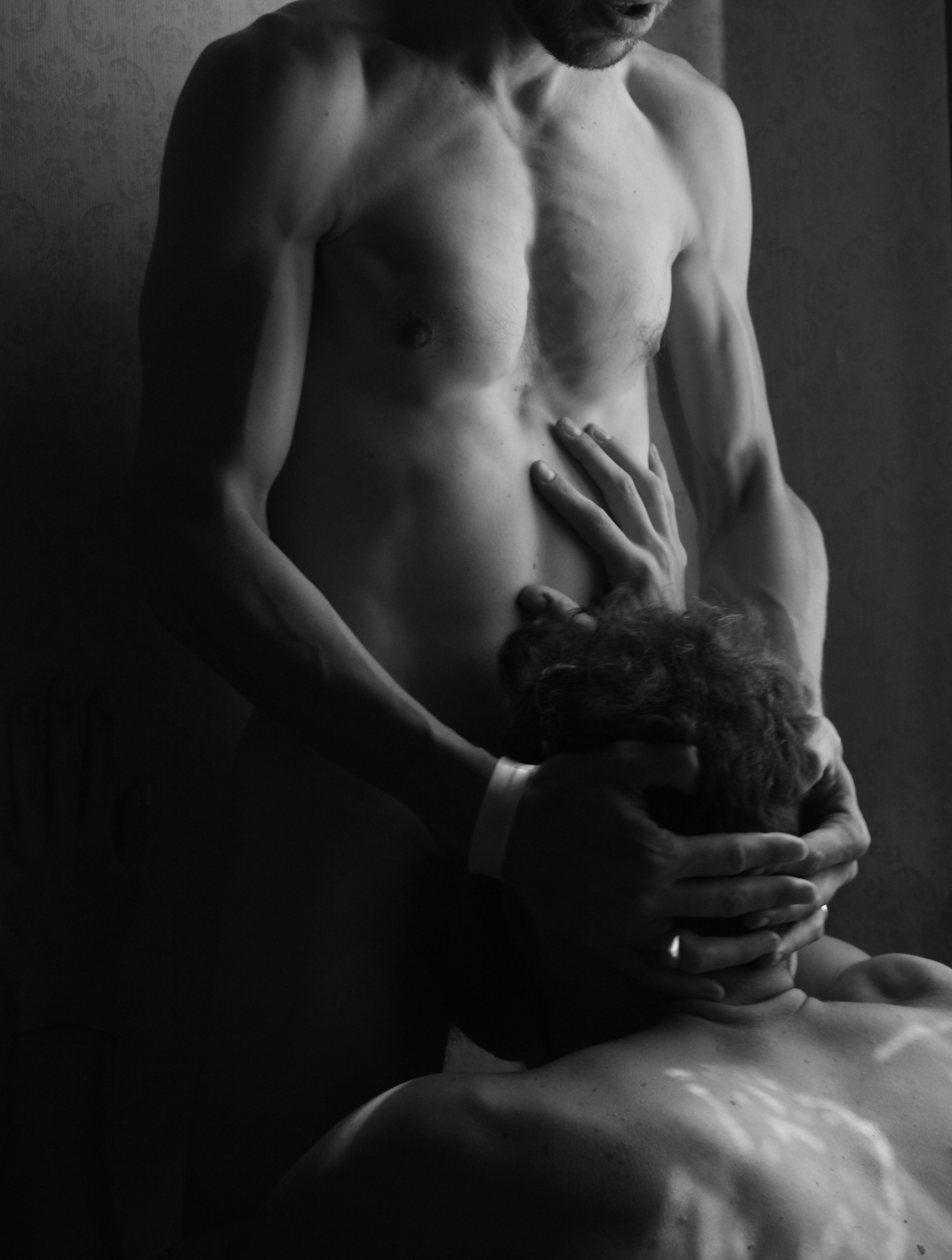
Immagine di sesso orale tra uomini che hanno rapporti sessuali con altri uomini

Secondo un sondaggio svolto online nel 2010 su oltre 25 000 uomini che si autodefiniscono di orientamento omo o bisex il 49,8% fa uso del vibratore; la maggior parte di coloro che l'hanno utilizzato almeno una volta in passato ha riferito di usarlo per lo più durante la masturbazione (l'86,2%). Quanto utilizzati nel corso delle interazioni intime con il partner essi sono stati incorporati nei preliminari sessuali (il 65,9%) o nel rapporto sessuale vero e proprio (per il 59,4%).
Uno studio condotto su individui "single" statunitensi ha indicato che le percentuali di orgasmo raggiunte con un partner abituale sono simili tra gli uomini di tutti gli orientamenti sessuali; la ricerca indica inoltre che per l'MSM risulta essere molto più adatto per raggiungere l'orgasmo e trovare la sessualità "molto o estremamente" piacevole quando il rapporto viene consumato con un partner già conosciuto, o comunque con qualcuno verso cui si prova un sentimento di innamoramento. Lo stesso risultato è stato osservato in un campione rappresentativo della popolazione maschile generale statunitense (per il 91% eterosessuale). 
Infine per quanto riguarda gli uomini transessuali (FtM) che hanno ancora l'apparato genitale femminile integro e che intrattengono relazioni intime con uomini "cisgender" (vedi cisessualità), il rapporto sessuale può comportare anche la penetrazione sessuale della vagina.

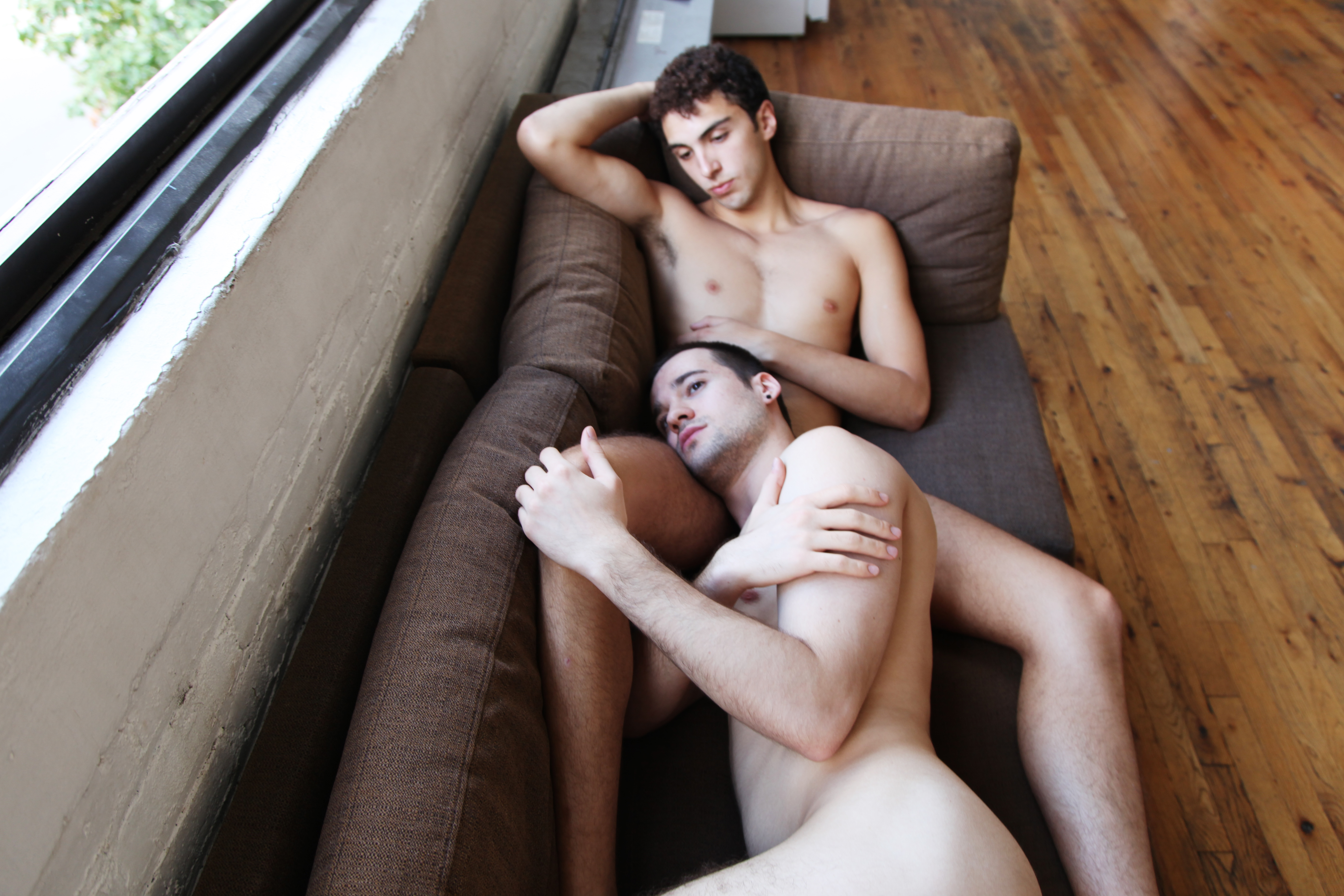
Una coppia gay

## Statistiche e rischi sanitari
Una larga varietà di malattie sessualmente trasmissibili (IST) può derivare dall'attività sessuale in genere. Uno studio del 2007 ha riportato che due ampi sondaggi sulla popolazione hanno rilevato che "la maggior parte degli omosessuali aveva un numero di partner sessuali non protetti ogni anno del tutti simile agli uomini e donne eterosessuali".
La "sindrome da immunodeficienza acquisita" (AIDS) è una malattia del sistema immunitario causata dal virus dell'immunodeficienza umana (HIV); a livello mondiale circa il 5-10% delle infezioni da HIV è il risultato di uomini che hanno rapporti sessuali con altri uomini (MSM). Tuttavia, nella maggior parte del mondo occidentale, le infezioni da HIV continuano a essere trasmesse dagli MSM più che da qualsiasi altra via di trasmissione. 
Negli Stati Uniti d'America gli uomini gay e bisessuali rappresentavano il 54% dei casi di HIV/AIDS e il 67% di nuove diagnosi nel 2014; delle 5 164 persone risultate con diagnosi di HIV nel Regno Unito nel 2016, il 54% erano uomini gay o bisessuali. Questa statistica è però in calo a Londra, così come riportato da "Public Health England" nel 2017.
La sifilide viene trasmessa da persona a persona attraverso il contatto diretto con una piaga dell'infezione stessa; principalmente posta sull'apparato genitale esterno, sulla vagina o sull'ano. Nel 2006 il 64% dei casi segnalati negli Stati Uniti erano tra gli MSM; uno stesso aumento dell'incidenza è stato osservato anche in altre nazioni sviluppate. Contrarre la sifilide aumenta anche i tassi di contaminazione da HIV - e viceversa - e di conseguenza un'indagine negli Stati Uniti ha effettivamente rilevato che metà MSM con sifilide risulta essere portatore anche dell'HIV. 
Alcuni studi che utilizzano campionature di convenienza hanno concluso che un tale aumento può essere attribuito a una crescita dei tassi di rapporto sessuale senza profilattico tra gli MSM, questo sebbene almeno uno studio che usa un campione rappresentativo a livello nazionale abbia invece rilevato che i tassi di utilizzo del preservativo tra MSM sono aumentati, non diminuiti, nell'ultimo decennio; vi è inoltre stato un forte declino nella frequenza del sesso anale nell'ultimo incontro intimo degli MSM "attivi".
Secondo poi un'indagine statunitense l'HIV, la sifilide e il condiloma acuminato (verruca anale) sono tutti e tre significativamente più comuni tra gli MSM rispetto agli uomini che hanno recentemente avuto rapporti sessuali solo con donne (MSW); d'altra parte l'herpes genitale è meno comune tra gli MSM che tra gli MSW. Infine chlamydia, virus del papilloma umano, gonorrea e pidocchi non hanno visto differenze significative tra i due gruppi presi in esame.